# Anolis fuscoauratus
Anolis fuscoauratus (буровухий аноліс) — вид ігуаноподібних ящірок родини анолісових (Dactyloidae). Мешкає в Південній Америці і Панамі.

## Поширення і екологія
Буровухі аноліси мешкають на сході Панами, в Колумбії, Венесуелі, Гаяні, Суринамі, Французькій Гвіані, Еквадорі, Перу, Болівії і Бразилії (Амазонія та Атлантичний ліс). Вони живуть у вологих тропічних лісах, трапляються на узліссях та на заболочених ділянках, на висоті до 1800 м над рівнем моря. Ведуть деревний спосіб життя. Живляться безхребетними, відкладають яйця.